# Agrimonieae
Agrimonieae Lam. & DC., 1806 è una tribù di piante della famiglia delle Rosacee (sottofamiglia Rosoideae).

## Tassonomia
La tribù comprende i seguenti generi:
- Sottotribù Agrimoniinae J.Presl
  - Agrimonia L.
  - Aremonia Neck. ex Nestl.
  - Hagenia J.F.Gmel.
  - Leucosidea Eckl. & Zeyh.
  - Spenceria Trimen

- Sottotribù Sanguisorbinae Torrey & A.Gray
  - Acaena Mutis ex L.
  - Bencomia Webb & Berthel.
  - Cliffortia L.
  - Marcetella Svent.
  - Margyricarpus Ruiz & Pav.
  - Polylepis Ruiz & Pav.
  - Sanguisorba L.
  - Sarcopoterium Spach
  - Tetraglochin Poepp.